# 约翰·维蒂克
约翰·维蒂克（德語：Johann Wittik，1923年8月9日—），德国外交官，曾任东德驻华大使等职务。